# Hexatoma evanescens
Hexatoma evanescens är en tvåvingeart som först beskrevs av Alexander 1921.  Hexatoma evanescens ingår i släktet Hexatoma och familjen småharkrankar.
Artens utbredningsområde är Kamerun. Inga underarter finns listade i Catalogue of Life.